# 졸로타야 니바역
졸로타야 니바 역(러시아어: Золотая Нива)은 러시아 노보시비르스크주 노보시비르스크에 있는 노보시비르스크 지하철 제르진스카야 선의 역이다.

## 사진

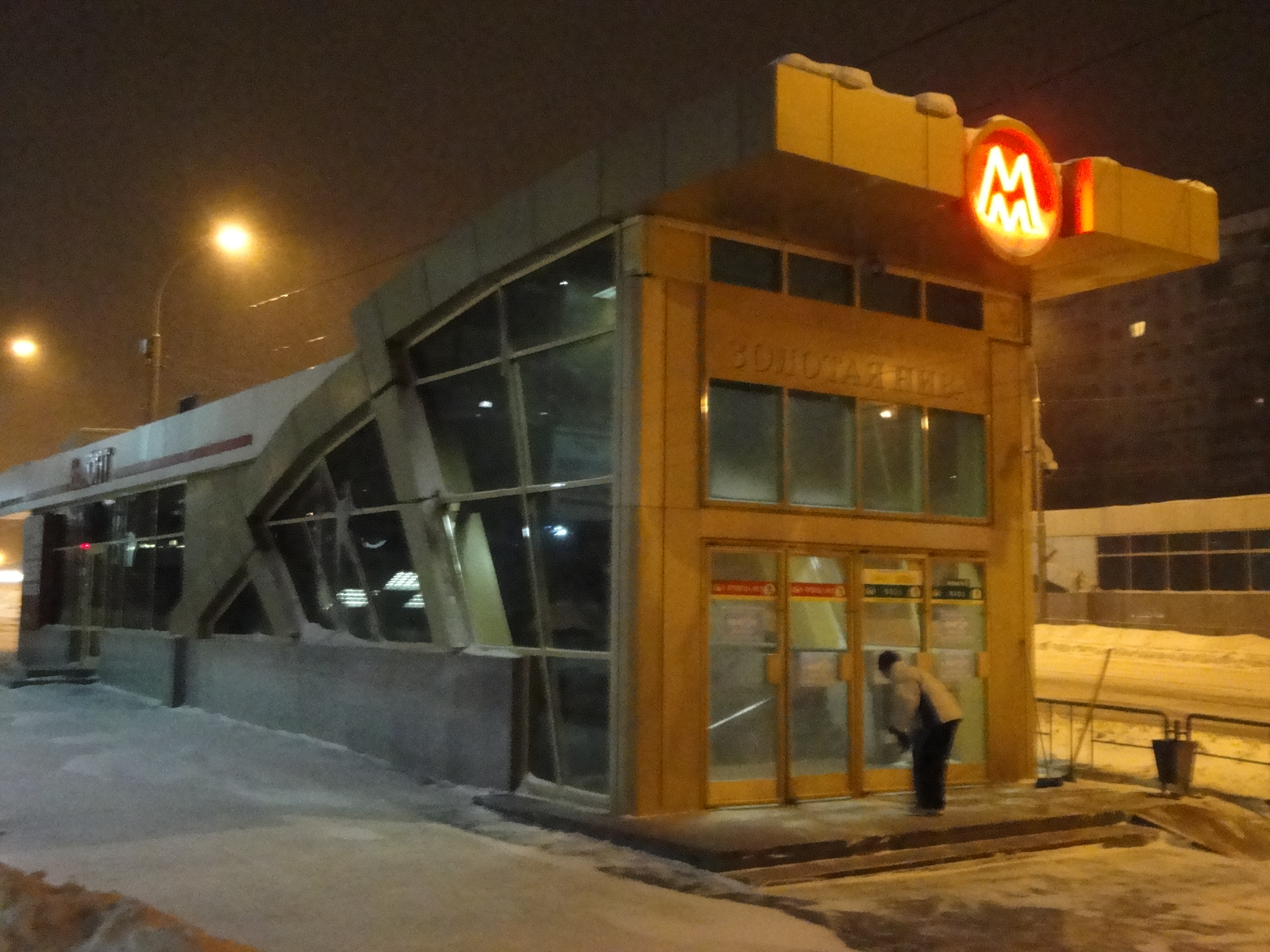
5번 출입구
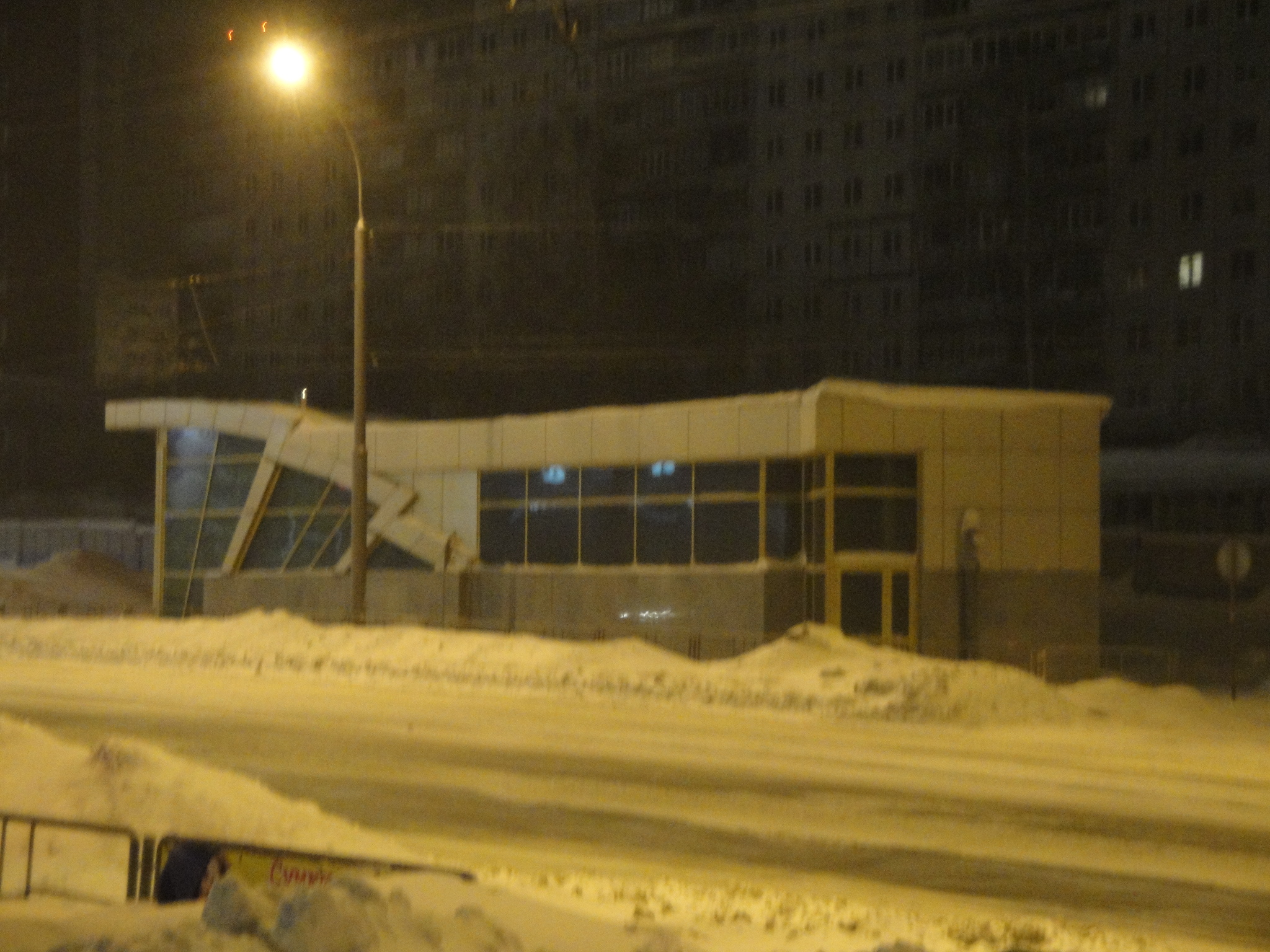
6번 출입구
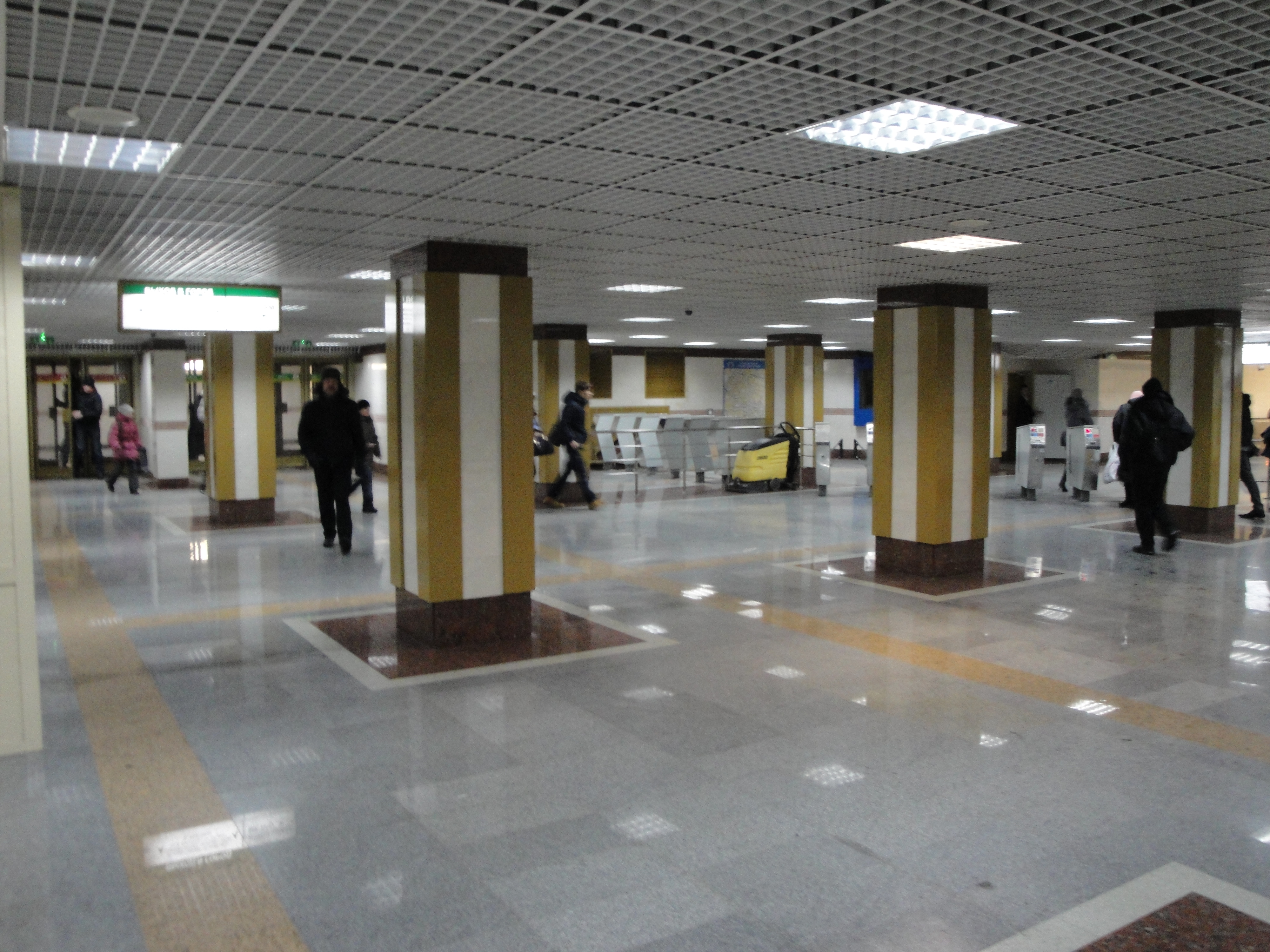
대합실
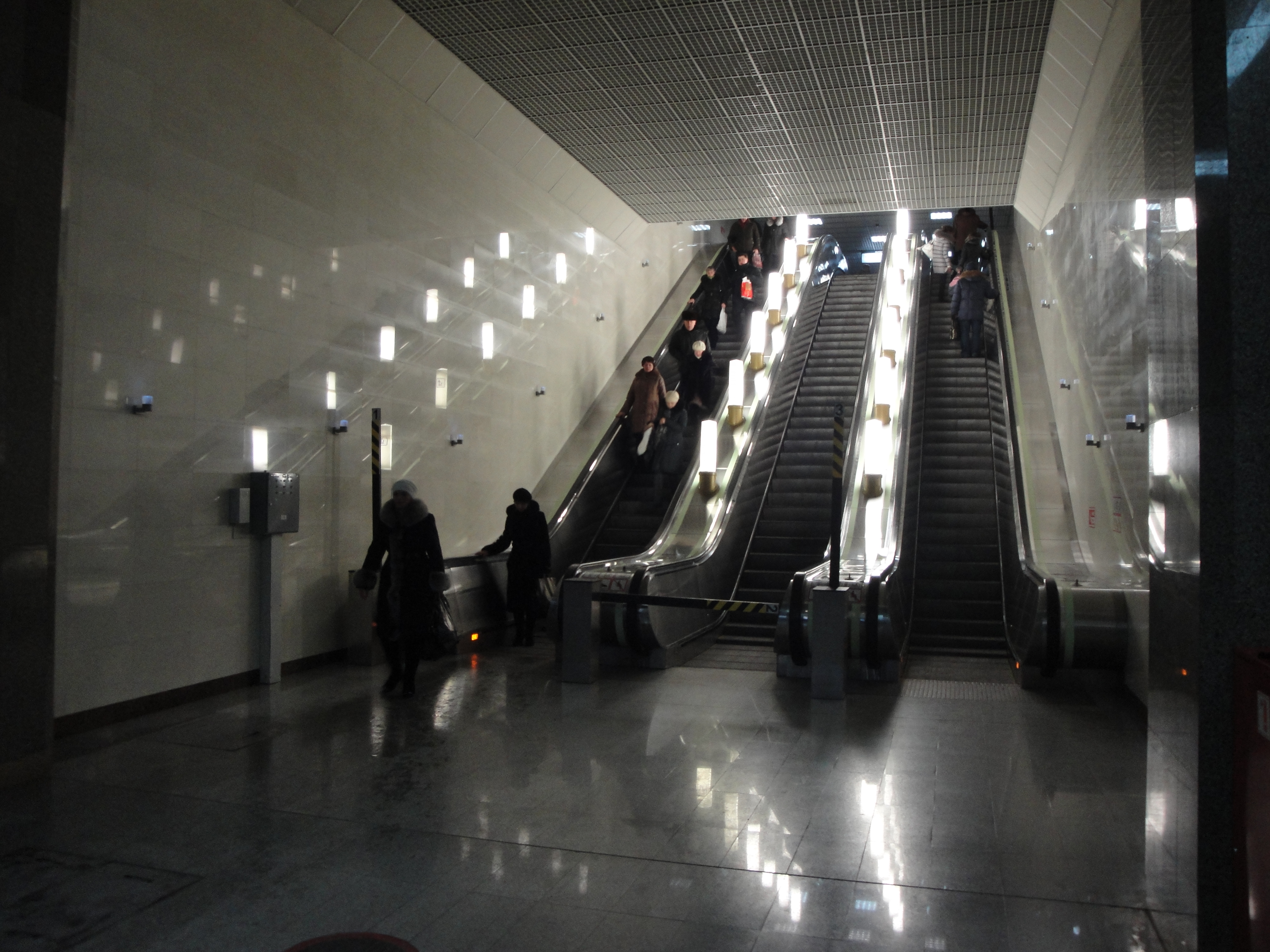
에스컬레이터
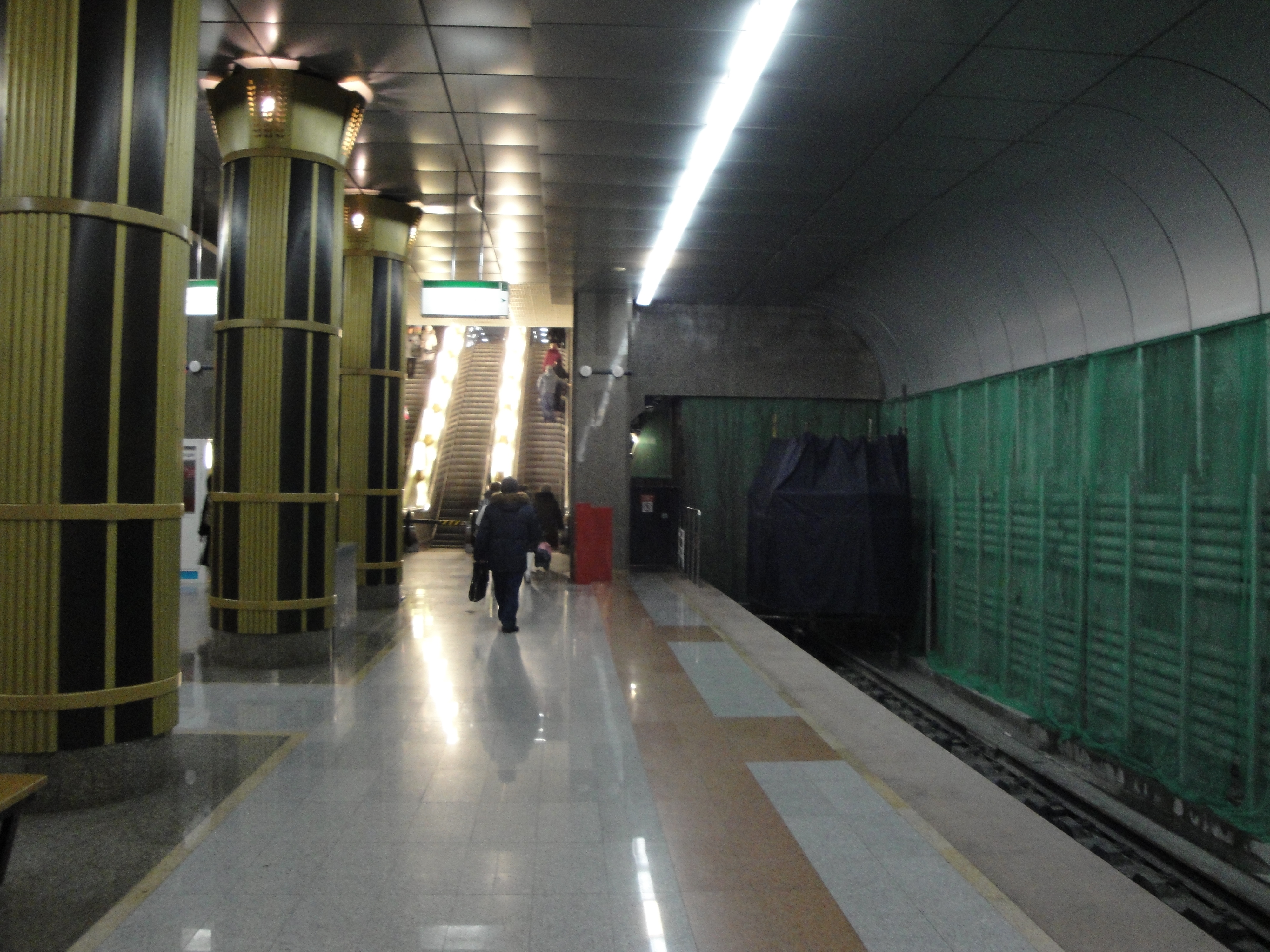
말단부